# Gompertzeva konstanta
Gompertzeva konstanta ali Euler-Gompertzeva konstanta (označba {\displaystyle G\,}) je v matematiki konstanta, ki se pojavlja pri vrednostih nekaterih integralov in specialnih funkcij. Imenuje se po angleškem matematiku Benjaminu Gompertzu in Leonhardu Eulerju.

## Definicija
Lahko se definira z verižnim ulomkom:
{\displaystyle G={\cfrac {1}{2-{\cfrac {1^{2}}{4-{\cfrac {2^{2}}{6-{\cfrac {3^{2}}{8-{\cfrac {4^{2}}{10-{\cfrac {5^{2}}{12-{\cfrac {6^{2}}{14-{\cfrac {7^{2}}{16-\ldots }}}}}}}}}}}}}}}}\!\,,}
ali drugače:
{\displaystyle G={\cfrac {1}{1+{\cfrac {1}{1+{\cfrac {1}{1+{\cfrac {2}{1+{\cfrac {2}{1+{\cfrac {3}{1+{\cfrac {3}{1+4{\cfrac {1}{1+\ldots }}}}}}}}}}}}}}}}\!\,.}
{\displaystyle G\,} se največkrat pojavi v naslednjih integralih:
{\displaystyle G=\int _{0}^{\infty }\ln(1+x)e^{-x}\mathrm {d} x=\int _{0}^{\infty }{\frac {e^{-x}}{1+x}}\mathrm {d} x=\int _{0}^{1}{\frac {1}{1-\log x}}\mathrm {d} x\!\,.}
Vrednost konstante {\displaystyle G\,} je: (OEIS A073003)
{\displaystyle G=0,596347362323194074341078499369279376074177\ldots \!\,}
Euler je pri raziskovanju divergentnih neskončnih vrst naletel na {\displaystyle G\,} prek zgornjih integralskih izrazov. Le Lionnais jo je imenoval Gompertzeva konstanta zaradi njene vloge v preživetveni analizi.

## Izrazi z Gompertzevo konstanto
Konstanta {\displaystyle G\,} se lahko izrazi z eksponentnim integralom kot:
{\displaystyle G=-e\operatorname {Ei} (-1)\!\,.}
Z razvojem funkcije {\displaystyle \operatorname {Ei} \,} v Taylorjevo vrsto velja:
{\displaystyle G=-e\left(\gamma +\sum _{n=1}^{\infty }{\frac {(-1)^{n}}{n\cdot n!}}\right)\!\,.}
Gompertzeva konstanta je povezana z Gregoryjevimi koeficienti z Mezőjevo formulo iz leta 2013:
{\displaystyle G=\sum _{n=0}^{\infty }{\frac {\ln(n+1)}{n!}}-\sum _{n=0}^{\infty }C_{n+1}\{e\cdot n!\}-{\frac {1}{2}}\!\,.}